# عنکبوت و پرواز
عنکبوت و پرواز (به انگلیسی: The Spider and the Fly) یک کارتون از مجموعه سمفونی احمقانه محصول سال ۱۹۳۱ به کارگردانی ویلفرد جکسون و توسط شرکت والت دیزنی تهیه شده‌است.